# Beris clavipes
Beris clavipes är en tvåvingeart som först beskrevs av Carl von Linné 1767.  Beris clavipes ingår i släktet Beris och familjen vapenflugor. Arten är reproducerande i Sverige. Inga underarter finns listade i Catalogue of Life.

## Bildgalleri

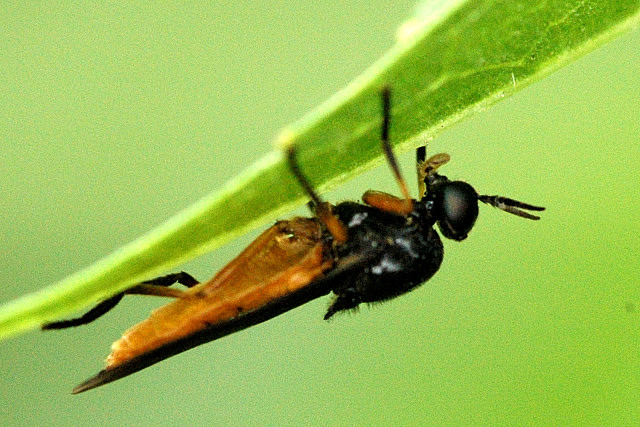
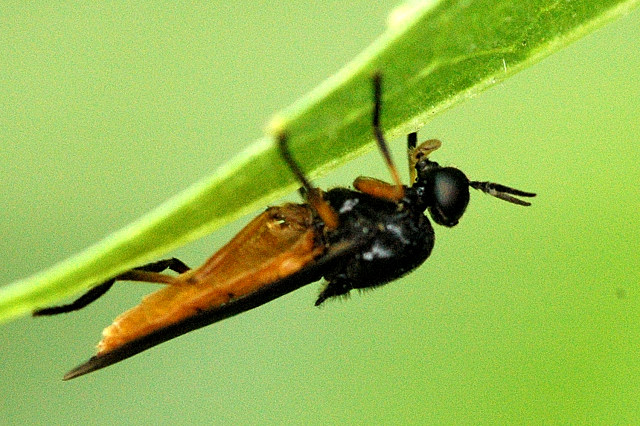